# Cécile Magnet
Cécile Magnet (* 9. September 1958; † 4. September 2021) war eine französische Film- und Theaterschauspielerin.

## Leben und Wirken
Sie studierte am Conservatoire national d’art dramatique in der Klasse von Michel Bouquet. Ihre ersten Rollen am Theater hatte sie Ende der 1970er Jahre in Stücken von Carlo Goldoni. 1980 spielte sie in dem Theaterstück Le garçon d’appartement von Gérard Lauzier an der Seite von Daniel Auteuil und Philippe Khorsand. Während der 1980er Jahre wirkte sie in Bühnenstücken, aber auch als Schauspielerin in Kinofilmen mit, darunter Ein pikantes Geschenk von (1982) von Michel Lang und Drei Männer und ein Baby von Coline Serreau aus dem Jahr 1985. In der Fernsehserie Hôtel de Police (1985 bis 1990) spielte sie die Hauptrolle. 1989 verkörperte sie in dem Fernsehfilm Jeanne d’Arc, le pouvoir et l’innocence die Jungfrau von Orléans.
Sie starb am 4. September 2021 im Alter von 62 Jahren.

## Filmografie
Kinofilme 
- 1982: Ein pikantes Geschenk (Le Cadeau)
- 1983: L’été de nos quinze ans
- 1983: Un homme à ma taille
- 1985: Drei Männer und ein Baby (Trois hommes et un couffin)
- 1986: Le Débutant
- 1989: Jeanne d’Arc, le pouvoir et l’innocence
- 1990: Tom et Lola

 Fernsehen 
- 1975: Le Père Amable
- 1979: Médecins de nuit
- 1985: Hôtel de police
- 1988: Les Cinq Dernières Minutes (Dernier Grand Prix)
- 1997: La Rumeur
- 1997: Julie Lescaut (Serie, 1 Folge)
- 2003: Das starke schwache Geschlecht (Drôle de genre)
- 2011: Crime Scene Riviera (Section de recherches, Serie, 1 Folge)

## Theater (Auswahl)
- 1980: Le garçon d’appartement von Gérard Lauzier unter der Regie von Daniel Auteuil und Anne Jousset.[7]
- 1982: Vive les femmes basierend auf Jean-Marc Reiser als Adaptation von Claude Confortès unter der Regie von Claude Confortès[8]
- 2012: À toi pour toujours, ta Marie-Lou (Für immer Für Sie, Ihre Marie-Lou) vom Michel Tremblay unter der Regie von Christian Bordeleau[9]
- 2013: C't'à ton tour, Laura Cadieux[3] vom Michel Tremblay unter der Regie von Christian Bordeleau